# Louis-Marie Billé
Pour les articles homonymes, voir Bille.
Louis-Marie Billé, né le 18 février 1938 à Fleury-les-Aubrais (Loiret) et mort le 12 mars 2002 à Talence (Gironde), est un homme d'Église, français, créé cardinal en 2001, évêque de Laval de 1984 à 1995, archevêque d'Aix-en-Provence de 1995 à 1998 et archevêque de Lyon de 1998 à sa mort. Il est impliqué dans l'omerta autour des affaires de pédophilie dans le diocèse de Luçon.

## Biographie

### Jeunesse
Louis-Marie Billé appartient à une famille de sept enfants. Il est âgé de deux ans lorsque ses parents viennent habiter à Fontenay-le-Comte. Il fait toutes ses études primaires et secondaires à l'institution Saint-Joseph de cette ville. Il entre au grand séminaire de Luçon en 1954.

### Prêtre
En 1957, il est envoyé à la faculté de théologie de l'université catholique de l'Ouest à Angers. Il est ordonné prêtre pour le diocèse de Luçon le 25 mars 1962. Il interrompt son ministère dans son diocèse en 1963 pour son service militaire qu'il accomplit en partie en Algérie.
De 1963 à 1965, il est étudiant à l'Institut biblique pontifical et il poursuit encore ses études pendant une année à l'École biblique de Jérusalem (1965-1966), il est licencié en théologie et en Écriture sainte. De 1966 à 1977, il est professeur d'Écriture Sainte au grand séminaire de Luçon, d'abord, puis à La Roche-sur-Yon (3e cycle). En 1980, il est nommé vicaire épiscopal du diocèse de Luçon. Il a beaucoup aidé des congrégations religieuses au moment de l'aggiornamento de leurs constitutions.

### Évêque
Nommé évêque de Laval le 10 mars 1984, il est consacré le 19 mai suivant. Le 14 septembre 1989, Louis-Marie Billé érige en « Institut de vie religieuse » la Congrégation fondée par Mère Marie de la Croix : les petites sœurs de Marie Mère du Rédempteur, dont la maison mère se trouve à Saint-Aignan-sur-Roë dans la Mayenne.
Il est nommé au siège métropolitain d'Aix-en-Provence et d'Arles le 5 mai 1995, avant d'être transféré au siège de Lyon le 10 juillet 1998.
Il a été chancelier de l'université catholique de Lyon.

### Cardinal
Il est créé cardinal par le pape Jean-Paul II lors du consistoire du 21 février 2001 avec le titre de cardinal-prêtre de Saint-Pierre-aux-Liens. Le 22 juillet suivant, il prend le titre de cardinal-prêtre de la Trinité-des-Monts.
Au sein de la curie romaine, il a été membre de la Congrégation pour les évêques, de la préfecture des affaires économiques du Saint-Siège, de la Commission pontificale « Ecclesia Dei » et du Conseil pontifical pour la culture

### Responsabilité et pédocriminalité
Le parcours de Louis-Marie Billé est lié à la responsabilité au sujet de pédo-criminalité de prêtres. Plusieurs victimes ont témoigné l'avoir alerté sur les agressions subies en tant que mineures par des prêtres sous sa responsabilité. Ces victimes déplorent à la fois l'absence d'empathie, l'absence de démarche disciplinaire interne à l'église, l'absence de signalement à la justice et de retour d'information. Ce fut notamment le cas pour le frère de Noël Lucas à Luçon en 1967, et de la nièce de Gabriel M. à Aix en 1995,.
Même s'il a été, en tant que président de la commission épiscopale de France, acteur en 2000 du document de Lourdes invitant à la repentance et aux signalements à la justice, Louis-Marie Billé a continué jusqu'à sa mort à exercer la rétention d'information sur la pédocriminalité du père Preynat, alors sous sa responsabilité.

### Décès
Il meurt le 12 mars 2002 à l'âge de 64 ans des suites d'un cancer. Ses obsèques se déroulent le 16 mars dans la cathédrale Saint-Jean de Lyon.